# El milagro de vivir
El milagro de vivir é uma telenovela mexicana, produzida pela Televisa e exibida em 1975 pelo El Canal de las Estrellas.

## Elenco
- Angélica María - Aura Velasco
- Alberto Vázquez - Luis Alvarado
- Fernando Allende - Fred
- Ana Martín - Jenny Gordon
- Raúl Ramírez - Carlos Alvarado
- José Alonso - Héctor Alvarado
- Silvia Pasquel - Hortensia Alvarado
- Norma Herrera - Leonora Argentelli
- Lucy Gallardo - Lucía
- Nubia Martí - Mili
- Rita Macedo - María
- Lilia Prado - Estela
- Martha Patricia - Rita (Madre de Aura)
- María Rubio - Eva
- Raúl Araiza
- Salvador Sánchez
- Angélica Vale - Bebé Alejandra
- Mario Casillas - Alejandro Alvarado
- Silvia Mariscal - Tere
- Anita Blanch - Soledad
- Félix González - Alfonso
- José Loza - Teniente Jiménez
- Martín Cortés - Pancho Reyes